# Franz Schnyder
Franz Schnyder (Burgdorf, cantó de Berna, 5 de març de 1910 - Münsingen, Berna, 8 de febrer de 1993) va ser un director de cinema suís.

## Biografia
Fill de l'eenginyer Max Schnyder i germà bessó del diplomàtic suís Félix Schnyder va estudiar actuació a Alemanya, primer amb Gustav Lindemann i Louise Dumont a Düsseldorf, després amb Ilka Gruening i Lucie Höflich a Berlín. Va començar a treballar el 1932 a Magúncia, el 1933 va treballar com a actor i director als teatres de Wroclaw, Münster i St. Gallen. La temporada 1937/38, Schnyder va treballar al Deutsches Theater de Berlín amb Heinz Hilpert i el 1938 a la Kammerspiele de Múnic.
Al començament de la Segona Guerra Mundial el 1939 va tornar a Suïssa, va fer el servei militar i fou contractat per dirigir la Schauspielhaus de Zuric. També va escenificar obres al Stadttheater Berna i al Teatre de Basilea, on es va convertir en director el 1944. Schnyder preferia les obres de teatre polítiques com Der Soldat Tanaka de Georg Kaiser i Jacobowsky und der Oberst de Franz Werfel.
El 1941 va debutar al cinema amb la producció patriòtica Gilberte de Courgenay. Tot i que el seu següent llargmetratge Wilder Urlaub va ser un fracàs, Schnyder va rebre nou encàrrecs. Als anys cinquanta es va fer un nom adaptant al cinema obres de Jeremias Gotthelf. Uli der Knecht (1954) i la seqüela Uli der Pächter (1955), ambdues amb Hannes Schmidhauser i Liselotte Pulver en els papers protagonistes, van tenir un gran èxit. Els crítics sovint han criticat l'estil cinematogràfic de Schnyder per ser massa conservador. Amb Der 10. Mai fou seleccionat al 8è Festival Internacional de Cinema de Berlín. La seva última pel·lícula fou Die 6 Kummer-Buben (1968) basada en el llibre d'Elisabeth Müller.
Després va treballar durant anys en el seu projecte cinematogràfic sobre el pedagog suís Johann Heinrich Pestalozzi. El 1978 va poder completar el guió, però no va trobar patrocinadors per a la producció. Va anar perdemt el contacte amb la realitat i va passar els seus últims anys al centre psiquiàtric Münsingen. El 1984, el director suís Christoph Kühn va rodar un documental sobre Franz Schnyder. Schweizer Fernsehen ha restaurat digitalment el seu treball en el seu centenari.
Part de l'obra de Franz Schnyder es troba a la Burgerbibliothek Bern.

## Filmografia
- Gilberte de Courgenay (1941)
- Das Gespensterhaus (1942)
- Wilder Urlaub (1943)
- Marie-Louise (1944)
- Uli the Farmhand (1954)
- Heidi und Peter (1955)
- Uli the Tenant (1955)
- Zwischen uns die Berge (1956)
- Der 10. Mai (1957)
- The Cheese Factory in the Hamlet (1958)
- Anne Bäbi Jowäger - I. Teil: Wie Jakobli zu einer Frau kommt (1960)
- Anne Bäbi Jowäger - II. Teil: Jakobli und Meyeli (1962)
- Sittlichkeitsverbrecher (1963)
- Geld und Geist (1964)
- Die sechs Kummerbuben (1968)